# تور رومينس
تور رومينس هو لاعب كرة قدم بلجيكي في مركز ظهير ‏، ولد في 2003 في Turnhout ‏ في بلجيكا. لعب مع نادي جينك.

## وصلات خارجية
- تور رومينس على موقع قاعدة بيانات كرة القدم.إي يو (الإنجليزية)
- تور رومينس على موقع Soccerway.com (الإنجليزية)
- تور رومينس على موقع عالم كرة القدم.نت (الإنجليزية)